# Svatá Maří
Svatá Maří település Csehországban, a Prachaticei járásban. Svatá Maří Bošice, Bohumilice, Buk, Vimperk és Radhostice településekkel határos. Lakosainak száma 605 fő (2024. január 1.).

## Népesség
A település lakosságának változását az alábbi diagram mutatja:
| Lakosok száma | 1041 | 1015 | 1001 | 644  | 460  | 495  | 597  | 599  | 605  | 605  |
|               | 1869 | 1890 | 1921 | 1950 | 1980 | 2001 | 2017 | 2019 | 2022 | 2024 |